# Statue of Liberty National Monument
Das Statue of Liberty National Monument ist ein National Monument in den Vereinigten Staaten im New Yorker Hafen. Es umfasst die Freiheitsstatue auf Liberty Island und die ehemalige Einwanderungsstation auf Ellis Island. 1886 wurde die Freiheitsstatue eingeweiht, die Einwanderungsstation war von 1892 bis 1954 in Betrieb. Die Verwaltung erfolgt durch den National Park Service.

## Geschichte
Präsident Calvin Coolidge nutzte 1924 die durch das „Altertumsgesetz“ (Antiquity Act) verliehene Befugnis und erklärte die Statue zu einem nationalen Monument, damals noch unter dem Namen Fort Wood. Mit einer Proklamation erweiterte Präsident Franklin D. Roosevelt im Jahr 1937 das Monument auf ganz Bedloe’s Island und 1956 beschloss der Kongress die Umbenennung dieser Insel in Liberty Island. Durch Proklamation von Präsident Lyndon B. Johnson wurde das National Monument 1965 um Ellis Island erweitert und in Statue of Liberty umbenannt.

## Gerichtsbarkeit
Liberty Island und Ellis Island sind seit 1800 bzw. 1808 im Besitz der Bundesregierung. Historische Umstände führten dazu, dass beide Inseln in der Upper New York Bay Exklaven des Staates New York sind, umgeben von Gewässern des Staates New Jersey. Die Herrschaft, Gerichtsbarkeit und Souveränität der Inseln waren Gegenstand einer Landzuteilung im Jahr 1664, einer Direktive eines Provinzgouverneurs im Jahr 1680 und eines Staatsvertrages zwischen New York und New Jersey im Jahr 1834. Der Oberste Gerichtshof legte 1998 fest, dass die ursprünglichen Teile der Inseln zwar zu New York gehören, die durch Neulandgewinnung entstandene Teile von Ellis Island jedoch zu New Jersey. Beide Staaten üben die Gerichtsbarkeit für ihren Teil der Inseln aus, sofern nicht Bundesrecht zur Anwendung gelangt. Beide Inseln bleiben allerdings Eigentum des Bundes und die Staaten sind nicht verpflichtet, für Wartung, Erhalt und Verbesserung der historischen Grundstücke aufzukommen.